# 忌廉溝鮮奶 (電影)
《忌廉溝鮮奶》是1981年上映的一齣香港電影，由單慧珠執導，嚴秋華、艾迪、葉德嫻、胡楓、陳安瑩等主演。電影主題圍繞探討家庭倫理關係，從一個破碎家庭入手，訴說社會底層所面對的困境。本片是香港新浪潮的代表作之一，入圍第19屆金馬獎三項提名，最終葉德嫻榮獲金馬獎最佳女配角。香港於1981年7月1日上映，台灣於1982年8月14日上映。

## 劇情
丁玲和丁當兩姊弟自小因父母離異而分開，玲隨着母親移民外國，一別多年，一直惦記著弟弟和父親。玲長大後回到香港，托任職社工的男朋友楊光尋找他們，卻打聽不到二人任何消息。
弟弟丁當從12歲就進了兒童羈留所，長大後又蹲過監獄。出獄後，丁當與老妓女芸姑的女兒阿花相愛，兩人一起擺地攤賣黃色書刊。玲和男友楊光一起找到丁當，他感到自己與母親和姐姐之間的距離，不肯相認。
父親丁松生得肺病住院，不久去世，丁當不讓姐姐看到父親的遺體。丁當也反對芸姑逼迫阿花去做酒吧女。一次，警察清查未成年酒吧女，阿花倉皇逃避時不幸墜樓身亡；丁當因此刺傷了芸姑，再次入獄。丁母前往探監，希望兒子能夠給她機會彌補失去的一切。丁當說他失去的是父親，希望父親的骨灰有地方安置。丁當出獄後，與姐姐和楊光一起去憑弔阿花，看著旁邊小朋友放風箏，他懷念與父親一起度過的美好時光。

## 演員
| 演員                  | 角色             | 粵語配音 |
| 艾迪                  | 楊光             | 黃允財   |
| 李燕燕 路家敏（幼年） | 丁玲             | 盧素娟   |
| 葉德嫻                | 芸姐             | 黃小英   |
| 嚴秋華                | 丁天生 (丁當)    | 嚴秋華   |
| 陳安瑩                | 阿花             | 陳安瑩   |
| 胡楓                  | 丁重生           | 胡楓     |
| 謝月美                | 金主任           | 龍寶鈿   |
| 朱承彩                | 丁妻／玲、天生母 | 雷碧娜   |
| 陳佩茜                | 阿蘭             |          |
| 田啟文                | 白板             |          |

## 獎項
| 年份 | 頒獎典禮            | 獎項       | 獲提名 | 結果 |
| ---- | ------------------- | ---------- | ------ | ---- |
| 1982 | 第19屆金馬獎        | 最佳男主角 | 嚴秋華 | 提名 |
| 1982 | 第19屆金馬獎        | 最佳女配角 | 葉德嫻 | 獲獎 |
| 1982 | 第19屆金馬獎        | 最佳女配角 | 朱承彩 | 提名 |
| 1982 | 第1屆香港電影金像獎 | 十大華語片 |        | 獲獎 |

## 外部連結
- 香港影庫上《忌廉溝鮮奶》的資料（繁體中文）
- 时光网上《忌廉溝鮮奶》的資料（简体中文）
- 豆瓣电影上《忌廉溝鮮奶》的資料 （简体中文）
- AllMovie上《忌廉溝鮮奶》的资料（英文）
- 互联网电影数据库（IMDb）上《忌廉溝鮮奶》的资料（英文）